# L'Isle-Adam
L'Isle-Adam è un comune francese di 11 786 abitanti situato nel dipartimento della Val-d'Oise nella regione dell'Île-de-France.

## Società

### Evoluzione demografica
Abitanti censiti